# Vani
Vani é uma localidade da Geórgia.
Vani Layout é a localização de determinado item, objeto, embalagem, etc, num determinado layout. Podendo ser usado como pré-definição de embarque em uma carreta, container, no qual desenha-se o layout da frota no chão e aloca-se os itens nesse layout para definir a localização exata do objeto no transporte e posição exata do objeto na chagada da frota, possibilitando a retirada com mais agilidade no momento da chegada.